# Сури (река)

Сури (Буйчик) — река в России, протекает в Богородицком районе Тульской области. Левый приток Непрядвы.

## География
Река Сури берёт начало у деревни Барыковка. Течёт на юго-восток. Устье реки находится у деревни Галевка в 15 км по левому берегу реки Непрядва. Длина реки составляет 13 км, площадь водосборного бассейна 70,3 км². 

## Данные водного реестра
По данным государственного водного реестра России относится к Донскому бассейновому округу, водохозяйственный участок реки — Дон от истока до города Задонск, без рек Красивая Меча и Сосна, речной подбассейн реки — бассейны притоков Дона до впадения Хопра. Речной бассейн реки — Дон (российская часть бассейна).
По данным геоинформационной системы водохозяйственного районирования территории РФ, подготовленной Федеральным агентством водных ресурсов:
- Код водного объекта в государственном водном реестре — 05010100312107000000328
- Код по гидрологической изученности (ГИ) — 107000032
- Код бассейна — 05.01.01.003
- Номер тома по ГИ — 07
- Выпуск по ГИ — 0